# Adon (Street Fighter)
Adon (Japans: アドン, gebaseerd op het Thaise อาดอน) is een personage dat in de jaren 80 werd bedacht door computerspellenfabrikant Capcom. Hij komt voor in de reeks gevechtsspellen van Street Fighter. Het personage kwam voor het eerst voor in de originele Street Fighter-game uit 1987.

## Voorkomen
Adon draagt een thaiboksbroek en heeft witte tape om zijn handen en polsen en zijn voeten en enkels. Verder draagt hij een pra jiad-band om elke bovenarm en een mong kon-hoofdband. Deze heilige banden wijzen erop dat hij een traditionele Muay-Thaivechter is. Het Street Fighter-personage Sagat draagt zulke banden in de animeserie Street Fighter II V. Adon heeft bloedgroep B, meet 182 cm en weegt 73kg. Zijn maten in centimeters zijn: borst 112, taille 80, heupen 85.

## Achtergrond
Drie jaar nadat Sagat “God van Muay-Thai” werd, kwam Adon bij hem in de leer. Ondanks dat Adon uitgroeide tot een uitmuntende thaibokser bleef hij zijn leraars mindere. Adon nam deel aan het eerste World Warrior-toernooi om te bewijzen dat hij desondanks een ware vechter is. Hij werd echter verslagen door de karateka Ryu, die hem uitschakelde met een enkele “Shoryuken”, oftewel Drakenslag.
Hij nam Ryu de overwinning niet kwalijk, maar was goed kwaad op Sagat omdat deze volgens Adon de sport Muay-Thai te kijk had gezet door een karateka het toernooi te laten winnen. Voor het gemak vergat Adon dat hij zelf ook het onderspit had gedolven. Hij daagde Sagat uit voor een gevecht om de titel van “God van Muay-Thai” en won, hoewel Sagat - die furieus was vanwege Adons verwijten - hem dusdanig had toegetakeld dat hij na het gevecht maandenlang in het ziekenhuis lag.
Nadat hij uit het hospitaal werd ontslagen hoorde Adon dat een mysterieuze vechter een van zijn uitdagers had omgebracht door gebruik te maken van dezelfde aanval als die Ryu had gebruikt om Sagat te verslaan. Adon nam zich voor om deze vreemdeling te vinden en zich meester te maken van de aanval. Het is onbekend of hij hem ooit heeft gevonden.

## Speciale technieken
De “Jaguar Kick” stelt Adon in staat over projectielen heen te springen en zijn tegenstander van boven te raken. De “Rising Jaguar” is een dubbel knietje waarmee Adon een luchtaanval kan counteren en/of projectielen ontwijken. De “Jaguar Tooth” is een speciale techniek die begint met een sprong tegen de zijkant van het beeldscherm, waarna Adon recht op zijn tegenstander af springt en een trap uitdeelt. De speler kan er ook voor kiezen deze techniek tijdens de sprong af te breken en meteen een alternatieve verrassingsaanval in te zetten.

## Citaten
- "Look into my eyes, and see what's left of your broken self!"
- "My legend starts now!"
- "Your only destiny now, is to lie here at my feet!"

## Trivia
- In het eerste Street Fighter-computerspel was Adon het eerste personage wiens stage (Thailand) niet was te selecteren vanaf het begin van het spel en kan daarom worden gezien als de voorlaatste baas. De speler komt alleen tegenover de eindbaas Sagat te staan als hij Adon verslaat.
- In Street Fighter had Adon een ronder gezicht en kort piekhaar. Voor de Street Fighter Alpha-reek werd hij opnieuw ontworpen, net als Birdie en Gen. Zijn uiterlijk werd hoekiger, hij kreeg een havikachtig gezicht en een plat en puntig kapsel.
- Adons stem werd ingesproken door Wataru Takagi.

Abel · 
Adon · 
Akuma · 
Alex · 
Balrog · 
Birdie · 
Blanka · 
Cammy · 
Charlie · 
Chun-Li · 
Cody · 
Crimson Viper · 
Dan · 
Dee Jay · 
Dhalsim · 
De Dolls · 
Dudley · 
Eagle · 
E. Honda · 
Elena · 
El Fuerte · 
Fei Long · 
Gen · 
Gill · 
Gouken · 
Guile · 
Guy · 
Hakan · 
Hugo · 
Ibuki · 
Ingrid · 
Juri · 
Karin · 
Ken · 
M. Bison · 
Makoto · 
Necro · 
Oni · 
Oro · 
Poison · 
R. Mika · 
Remy · 
Rolento · 
Rose · 
Rufus · 
Ryu · 
Sagat · 
Sakura · 
Sean · 
Seth · 
T. Hawk · 
Twelve · 
Urien · 
Vega · 
Yang · 
Yun · 
Zangief